# Europese weg 841
De Europese Weg 841 of E841 is een weg die uitsluitend door Italië loopt.
Deze weg van 35 km loopt van de E842 (A16) nabij Avellino via de SS7, SS7bis, RA2 en de A2 naar de E45 (A2/A2dirNA) nabij Salerno.

## Nationale wegnummers
De E841 loopt met de volgende nationale wegnummers:
| Nummer | Tracé                                    |
| Italië | Italië                                   |
| ------ | ---------------------------------------- |
|        | Avellino Est - Zona Industriale Avellino |
|        | Zona Industriale Avellino - Atripalda    |
|        | Atripalda - Fisciano                     |
|        | Fisciano - Salerno                       |